# Kalasatama
Kalasatama (en suédois : Fiskehamnen, en français : port de pêche) est une section du quartier Sörnäinen d'Helsinki, la capitale finlandaise.

## Présentation
La section Kalasatama s'étend sur 0,7 km2.
Kalasatama est une grande partie de l'ancienne zone portuaire de Sörnäinen, où l'on a commencé à construire une nouvelle grande zone résidentielle et de bureaux.
Le projet de construction devrait se poursuivre jusqu'à la fin des années 2030 et environ 25 000 habitants arriveront d'ici 2040,.
Les zones voisines de Kalasatama sont : Vilhonvuori, Hanasaari, Sompasaari, Kyläsaari, Hermanninmäki, Hermanninranta et Kulosaari.

## Construction

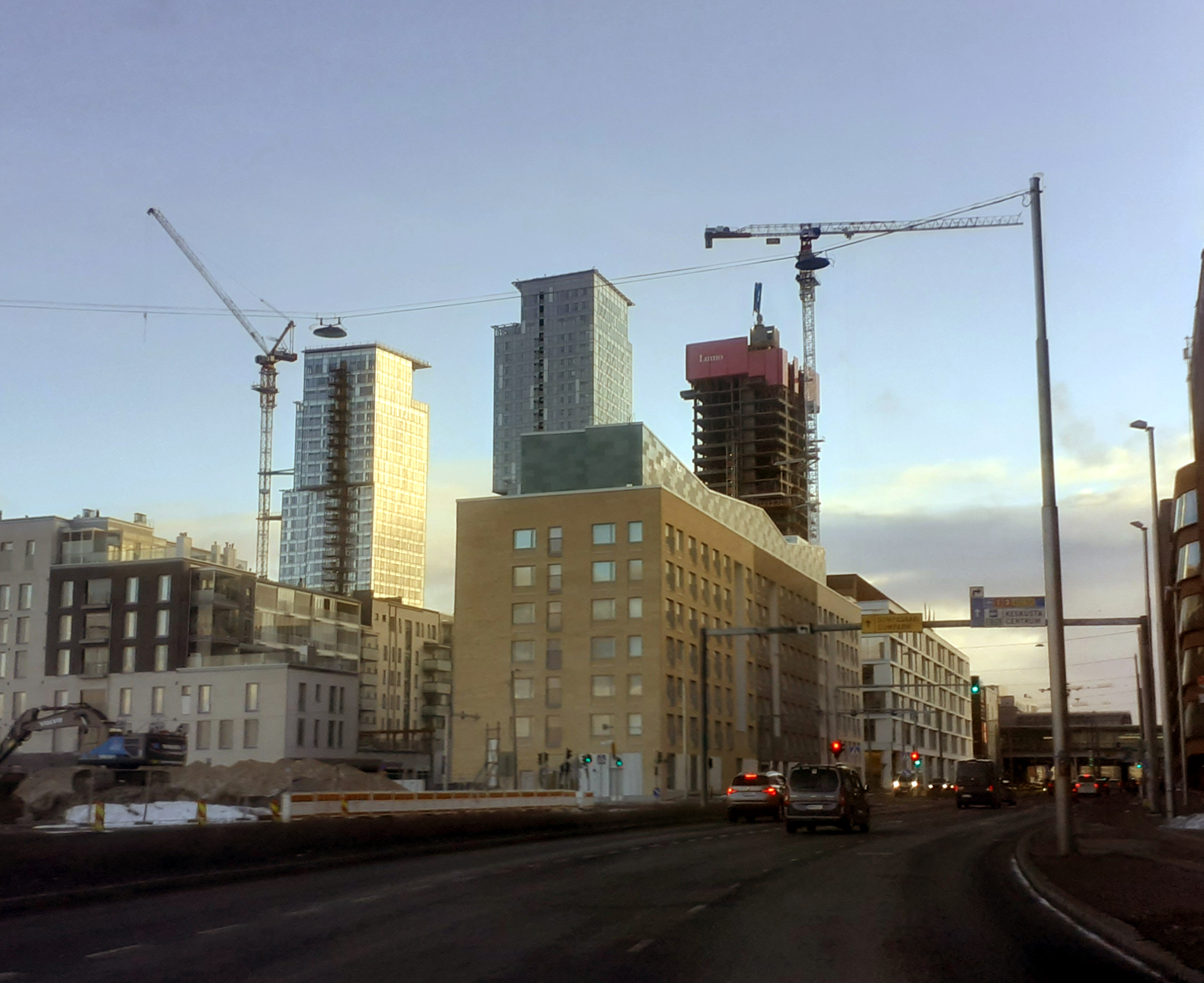
Kalasatama en 2021.

Kalasatama est en train de devenir une zone de construction plutôt dense d'environ 25 000 habitants, avec à peu près la même densité qu'au quartier de Kallio.
En outre, environ 10 000 personnes devraient être employées à Kalasatama.
Le centre de Kalasatama, autour de la station de métro Kalasatama, accueillera un ensemble de 5 tours de 23 à 35 étages : Majakka, Loisto, Kapteeni, Luotsi, Kartta et Kompassi.
Au milieu des tours, se trouve le centre commercial Redi ouvert en septembre 2018 à une superficie double de celle du centre de Kamppi.
| Tour       | Const. | Hauteur | Étages |
| ---------- | ------ | ------- | ------ |
| Majakka    | 2019   | 134 m   | 35     |
| Loisto     | 2021   | 124 m   | 32     |
| Lumo One   | 2022   | 120 m   | 31     |
| Visio      | 2023   | 98 m    | 24     |
| Horisontti | 2025   | 109 m   | 26     |
| Kartta     |        |         | 27     |
| Luotsi     |        |         |        |
| Kapteeni   |        |         |        |

## Parties de Kalasatama

### Centre de Kalasatama et ses tours

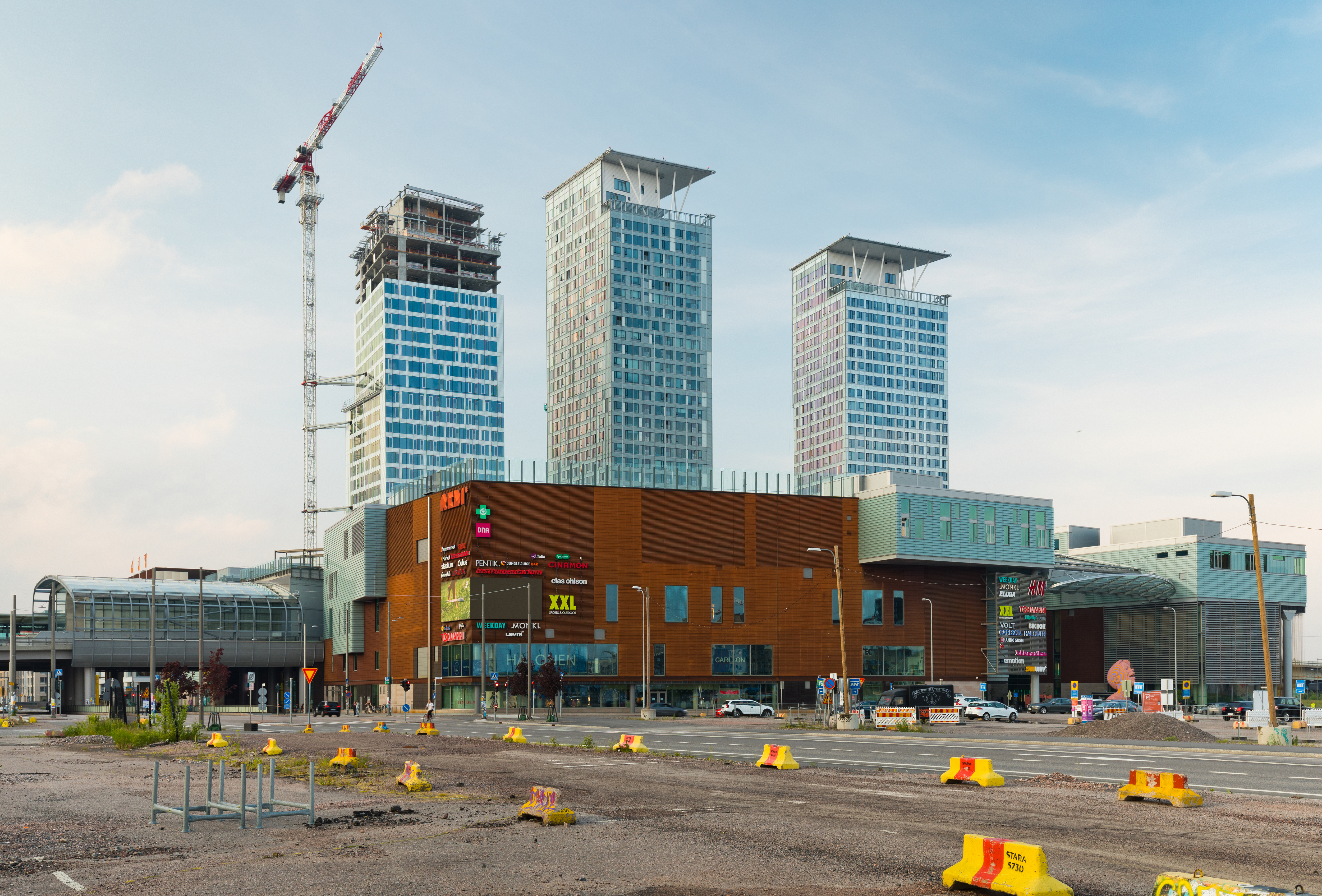
Redi et les tours de Kalasatama en 2021. De gauche à droite, Lumo One, Majakka et Loisto.

Le centre de Kalasatama se compose du centre commercial Redi, d'une tour hôtelière, d'une tour de bureaux et de six tours résidentielles.
Deux fois plus grand que le centre de Kamppi, le centre de Kalasatama a une superficie de plus de 170 000 mètres carrés.
La maîtrise d'œuvre est assurée par SRV-yhtiöt. 
Le centre est traversé par l'Itäväylä et la station de métro Kalasatama. 
Elles sont couvertes d'une terrasse verte appelée Bryga, qui abrite les cours du centre commercial et des bâtiments résidentiels.

### Sörnäistenniemi

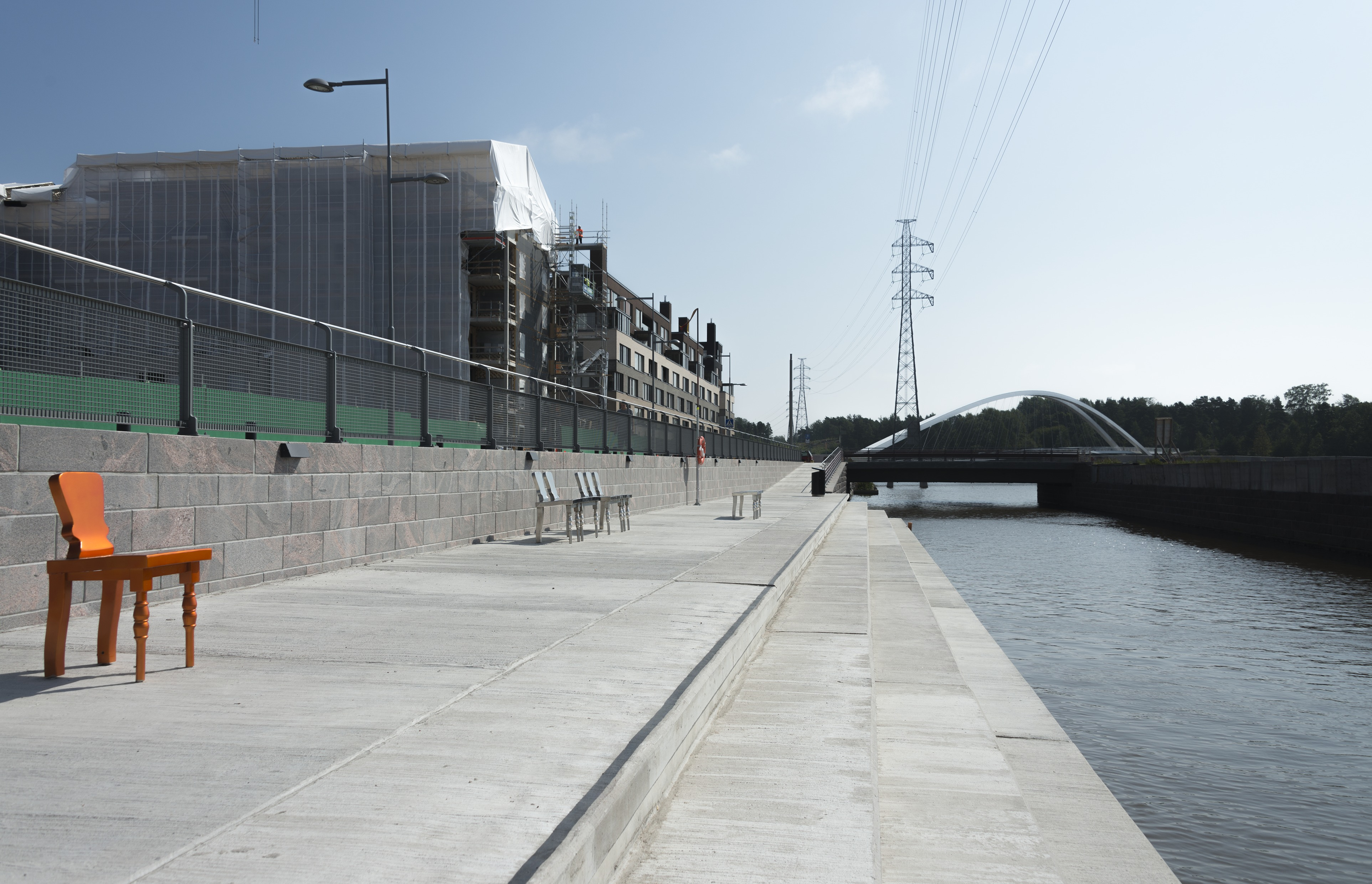
Le canal Sompasaarenkanava sépare Kalasatama et Sompasaari.

Sörnäistenniemi est une zone d'environ 2 900 habitants entre l'Itäväylä et Sompasaari. 
Sörnäistenniemi abrite, entre-autres, une école, deux jardins d'enfants, de petites épiceries et de restaurants.
Entre Sörnäistenniemi et Suvilahti, le parc Kalasatamanpuisto, achevé le 7 septembre 2017, s'étend entre le métro et la mer baltique,.
La promenade du rivage sera complétée par le parc de la plage d'Hermanni d'Hermanninranta et Kyläsaari. 
Le long du rivage, une voie de circulation douce va de l'embouchure du Vantaanjoki jusqu'à Merihaka en traversant Arabianranta et Kalasatama.
Depuis 2016, le pont du grand père, donne accès à  l'aire de loisirs de Mustikkamaa.

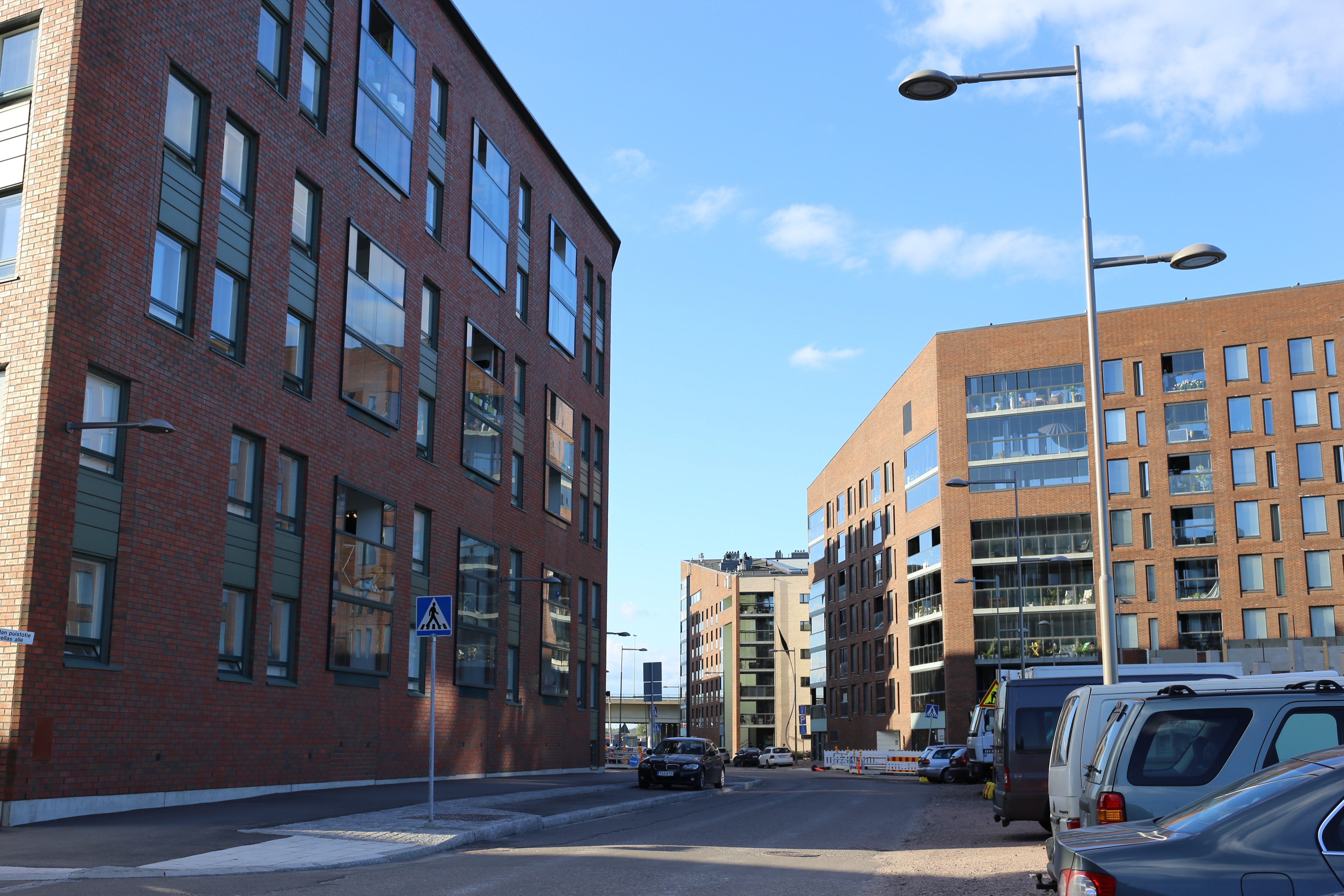
Rue Capellan puistotie.
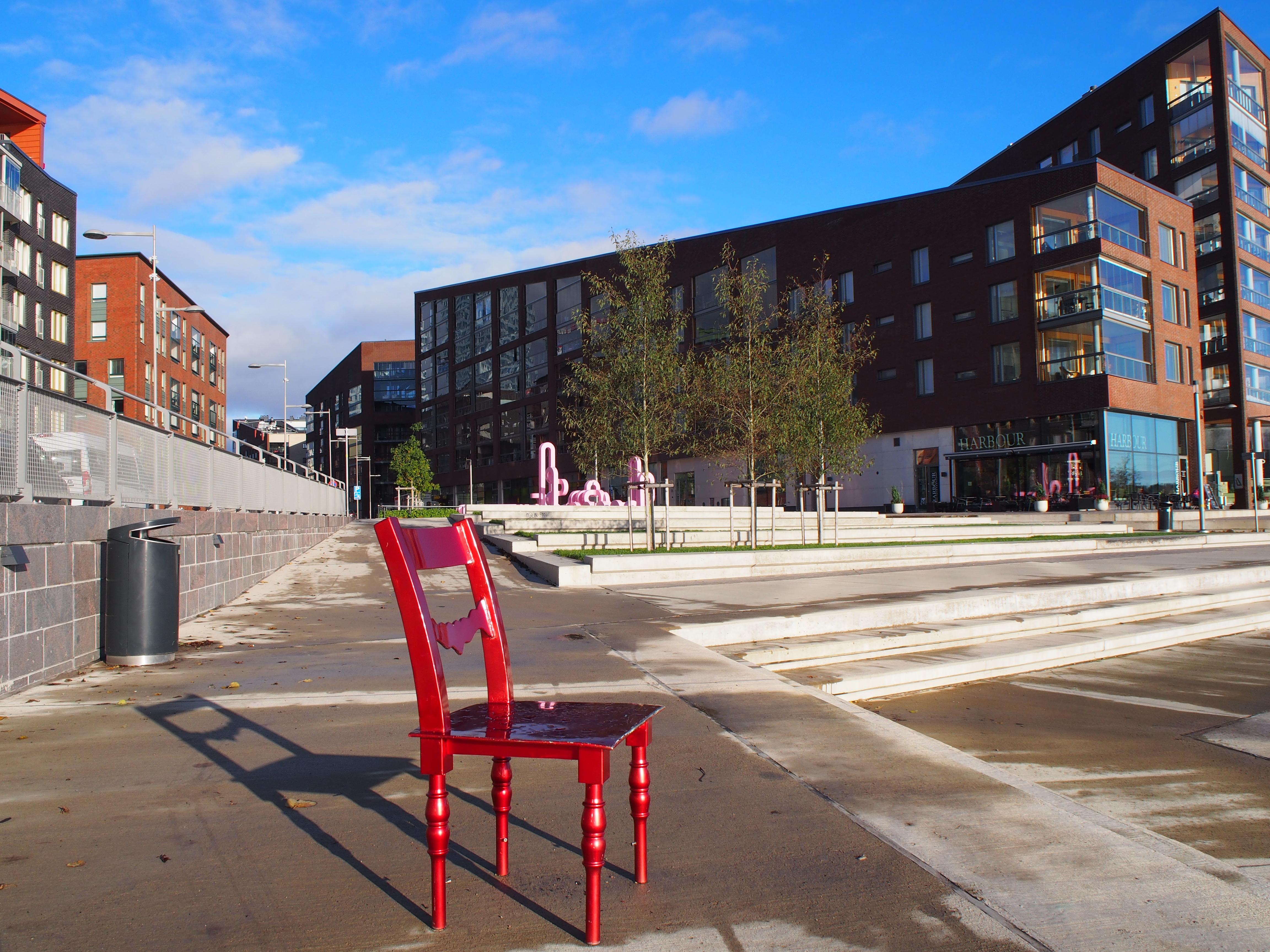
Place Capellanaukio.
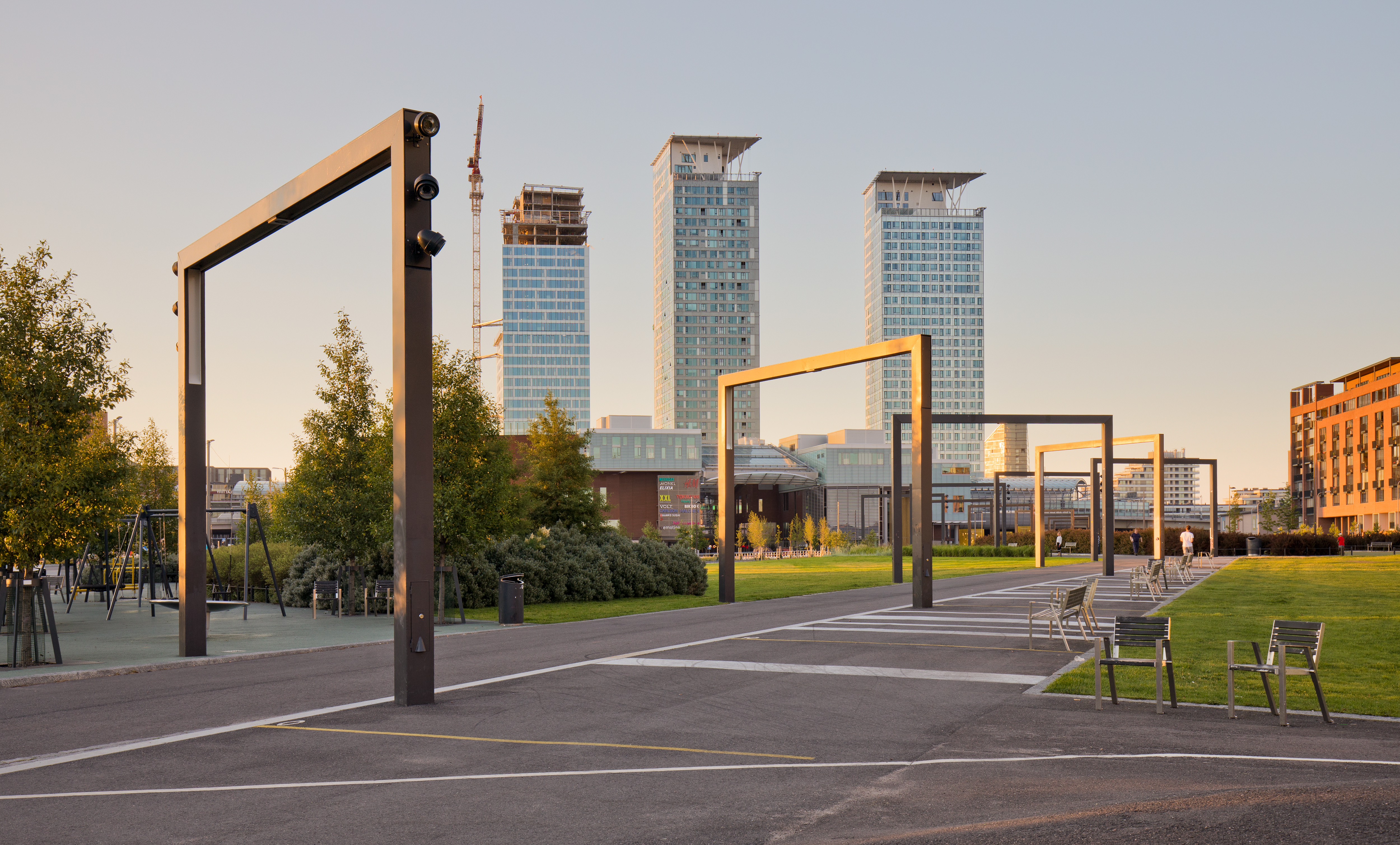
Parc Kalasatamanpuisto.

### Suvilahti

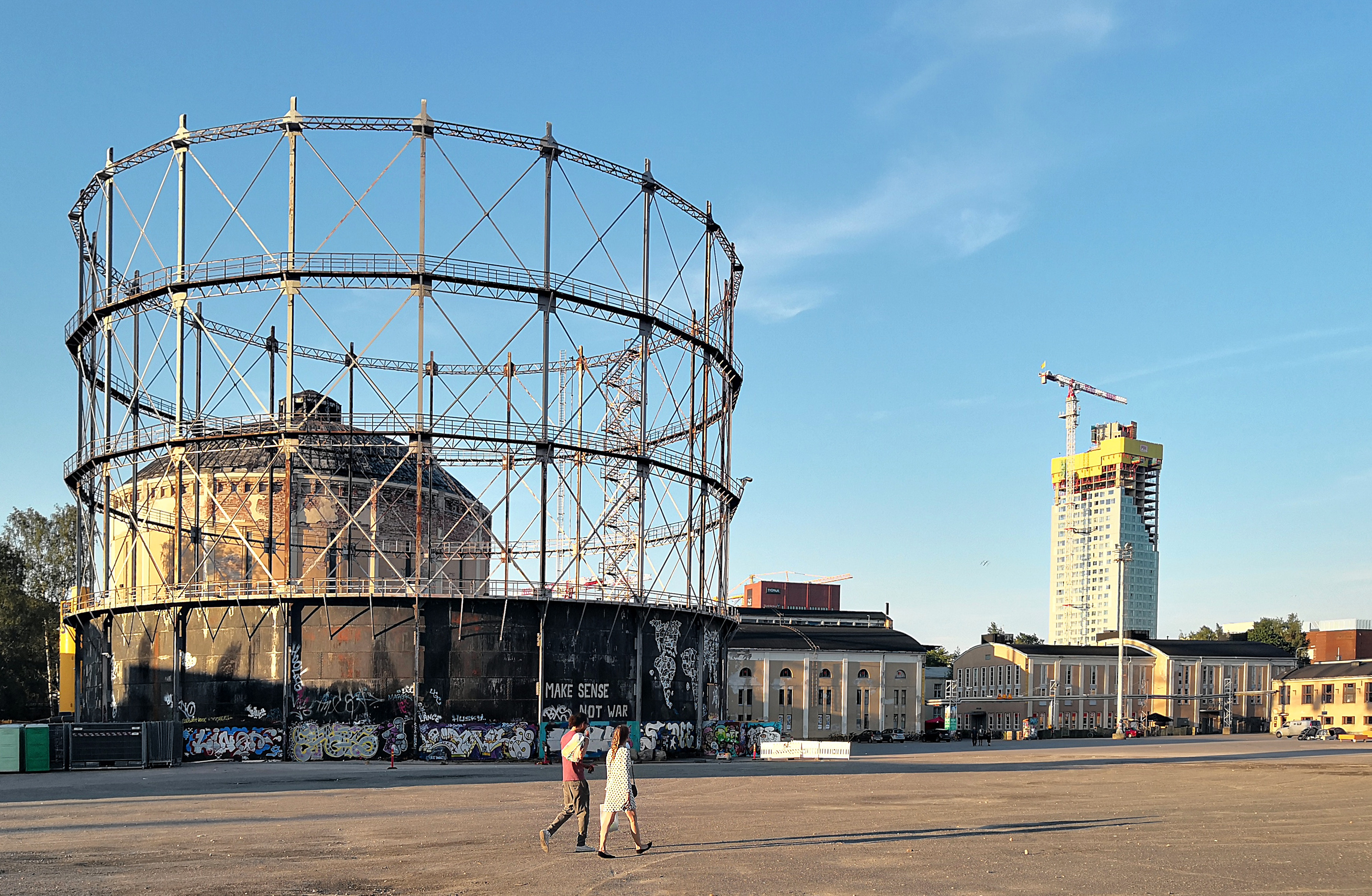
Les anciennes installations de Suvilahti ont été rénovées dans les années 2010.

Suvilahti est une zone historique d'usines dont les bâtiments sont préservés et rénovés principalement pour des activités culturelles. 
De nombreux événements et concerts sont organisés dans la zone chaque année, et son rôle en tant que zone événementielle est appelé à se développer davantage.
Un nouvel îlot urbain de bureaux, d'hôtels, de restaurants et d'espaces commerciaux est également prévu.
L'exploitation de la centrale électrique de Hanasaari à côté de Suvilahti prendra fin au printemps 2024, après quoi des logements seront construits à Hanasaari.

### Verkkosaari

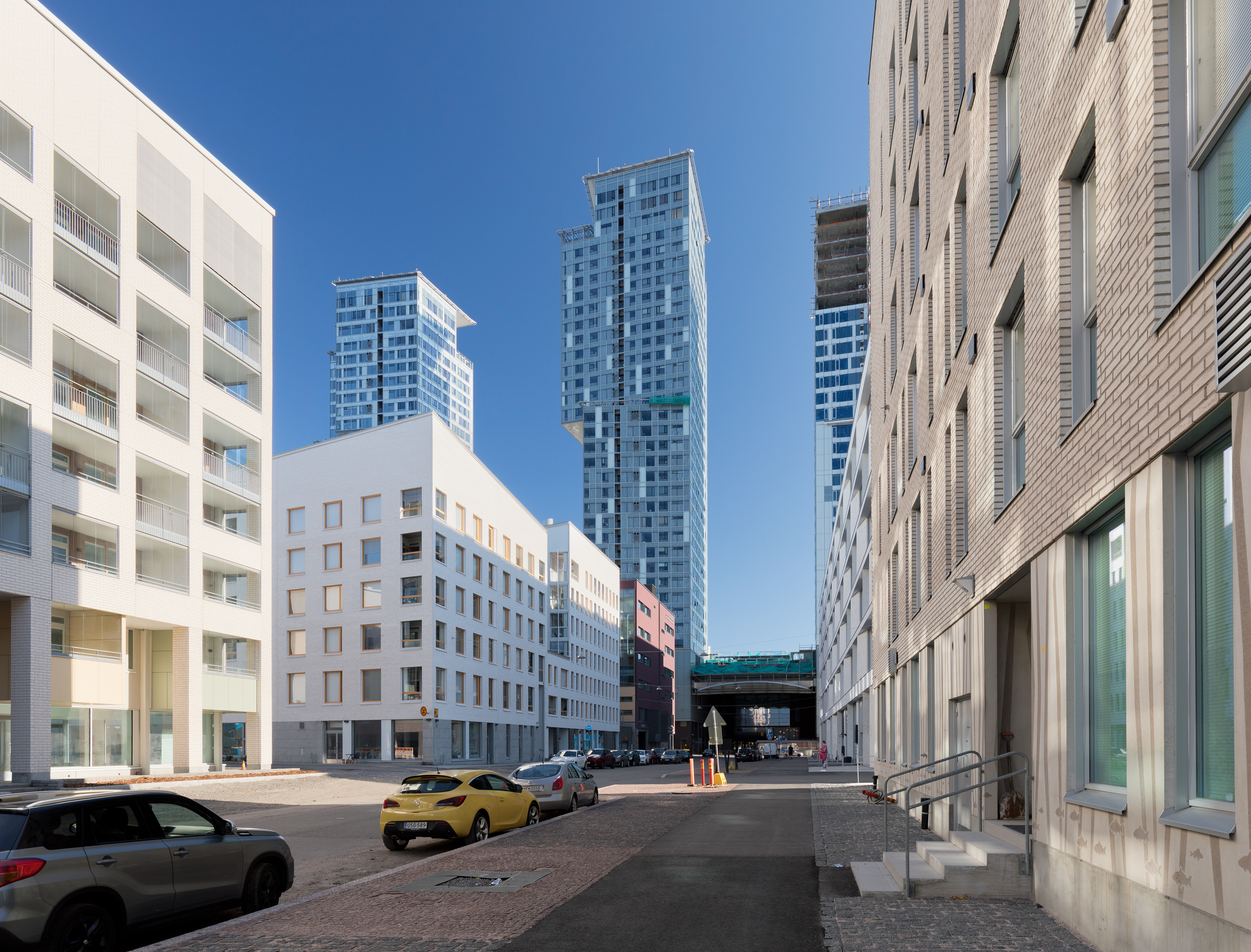
La rue Kalasatamankatu à Verkkosaari.

Verkkosaari, était la zone du port de Sörnäinen et une petite zone industrielle pendant des décennies, mais après la fin des opérations portuaires, la construction résidentielle a commencé dans les années 2010.
Situé au nord du centre de Kalasatama, Verkkosaari sera une zone résidentielle avec des restaurants et des services pour environ 6 000 habitants
Les travaux de construction devraient se prolonger jusqu'en 2028.

## Transports

### Situation en 2019
Le centre de Kalasatama est traversé par la route régionale 170 et par le métro sous une terrasse verte, qui porte des bâtiments résidentiels,,.
Dans la partie sud de la zone, l'ancien port de marchandises a laissé la place en 2017 au parc de Kalasatama, qui va du métro au bord de mer.
Dans la partie nord, le parc d'Hermanni sera construit dans les années 2020.
Une voie de circulation douce mène depuis l'embouchure de la rivière Vantaanjoki à travers Arabianranta et Kalasatama jusqu'à Merihaka et la promenade de la plage de Kalasatama.
En 2016, on a construit le pont du grand-père, un pont de circulation douce menant de Sörnäistenniemi à la zone de loisirs de Mustikkamaa.

### Les années 2020
Au cours des prochaines années, de nombreuses lignes de bus de banlieue passeront par Kalasatama et quelques lignes de bus de Vantaa y auront leur terminus.
Au milieu des années 2020, le tramway commencera à circuler par les ponts de la couronne vers Hakaniemi et via Korkeasaari vers Laajasalo.
Une connexion rapide et directe en tramway est prévue entre Pasila, le campus de Kumpula et Kalasatama.
À Vallilanlaakso, une nouvelle voie baana longera la ligne de tramway.
Le tramway de Kalasatama ou ligne 13, est une voie transversale qui reliera les lignes de trains, le métro d'Helsinki et les lignes de tramway rapides.
Les points d'échange les plus importants seront la gare de Pasila, Kalasatama (M) et Nihti à la pointe sud de Sompasaari.
Le tunnel de Sörnäinen, long de 1,6 kilomètre de long, reliera la route côtière de Sörnäinen et la route côtière d'Hermanni en passant sous Hermanninmäki.
Le tunnel réduira la circulation automobile dans le centre de Kalasatama et facilitera la circulation douce.

## Galerie

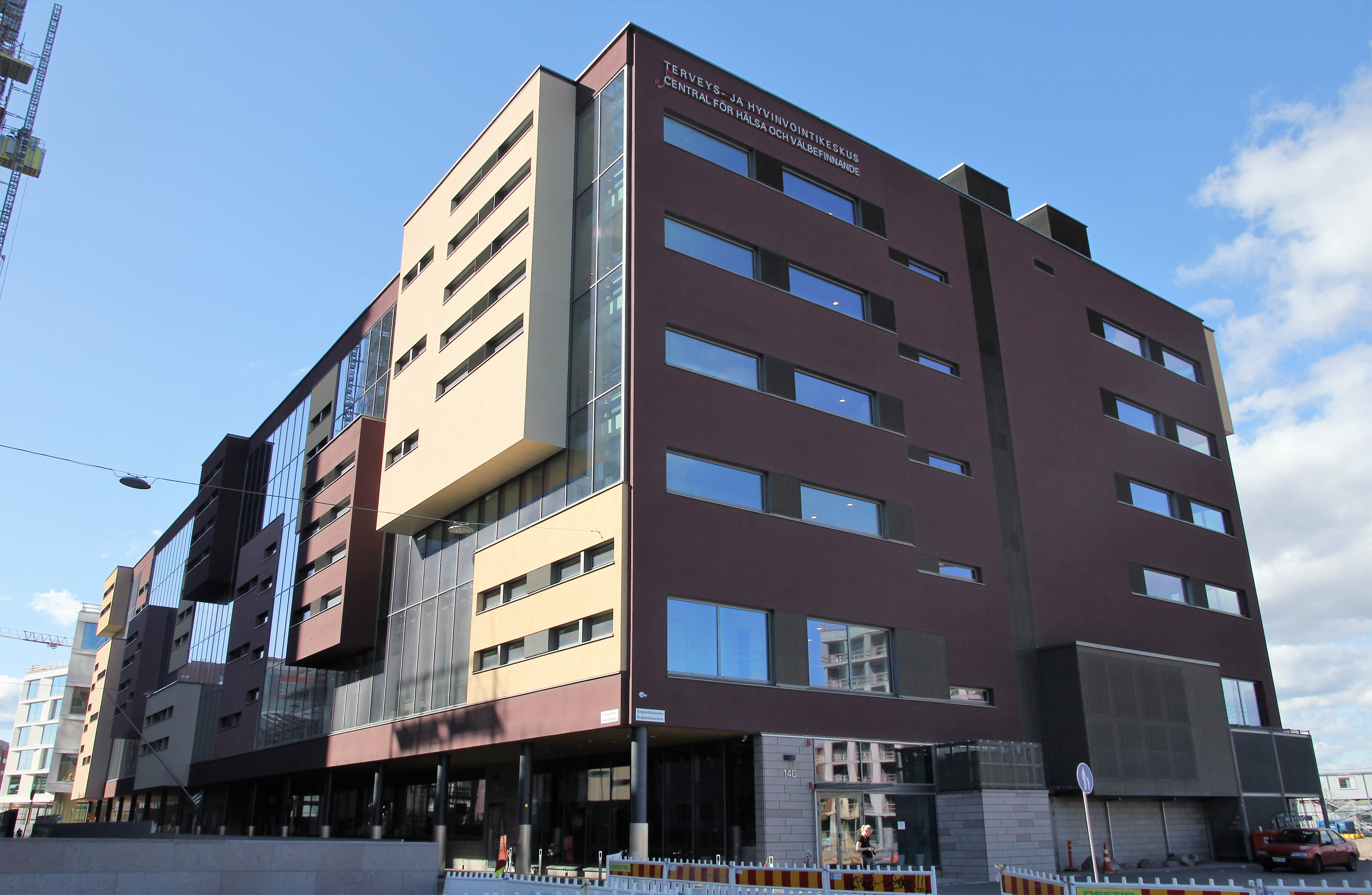
Le centre de santé de Kalasatama.
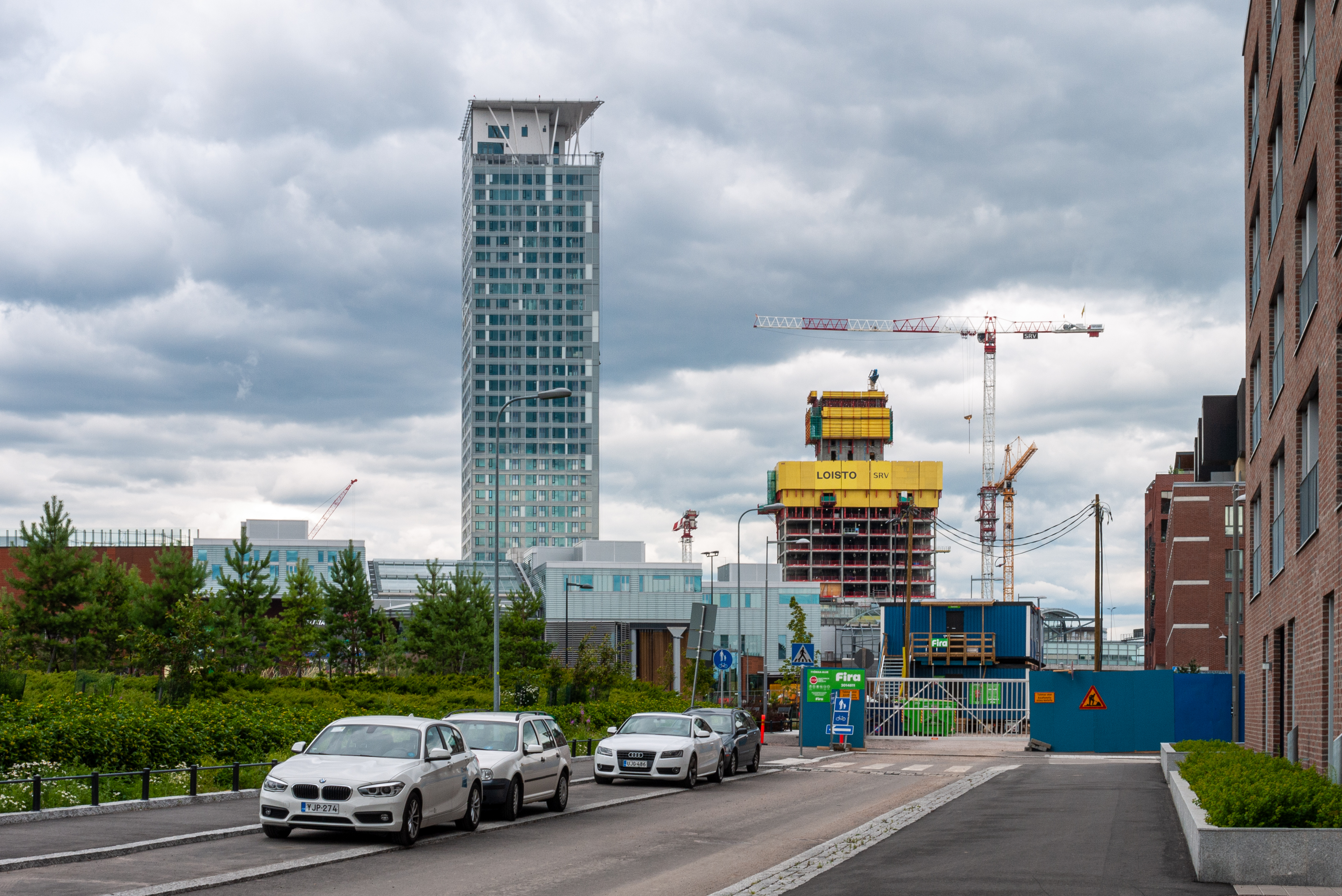
Construction des tours Majakka et Loisto en juillet 2019.
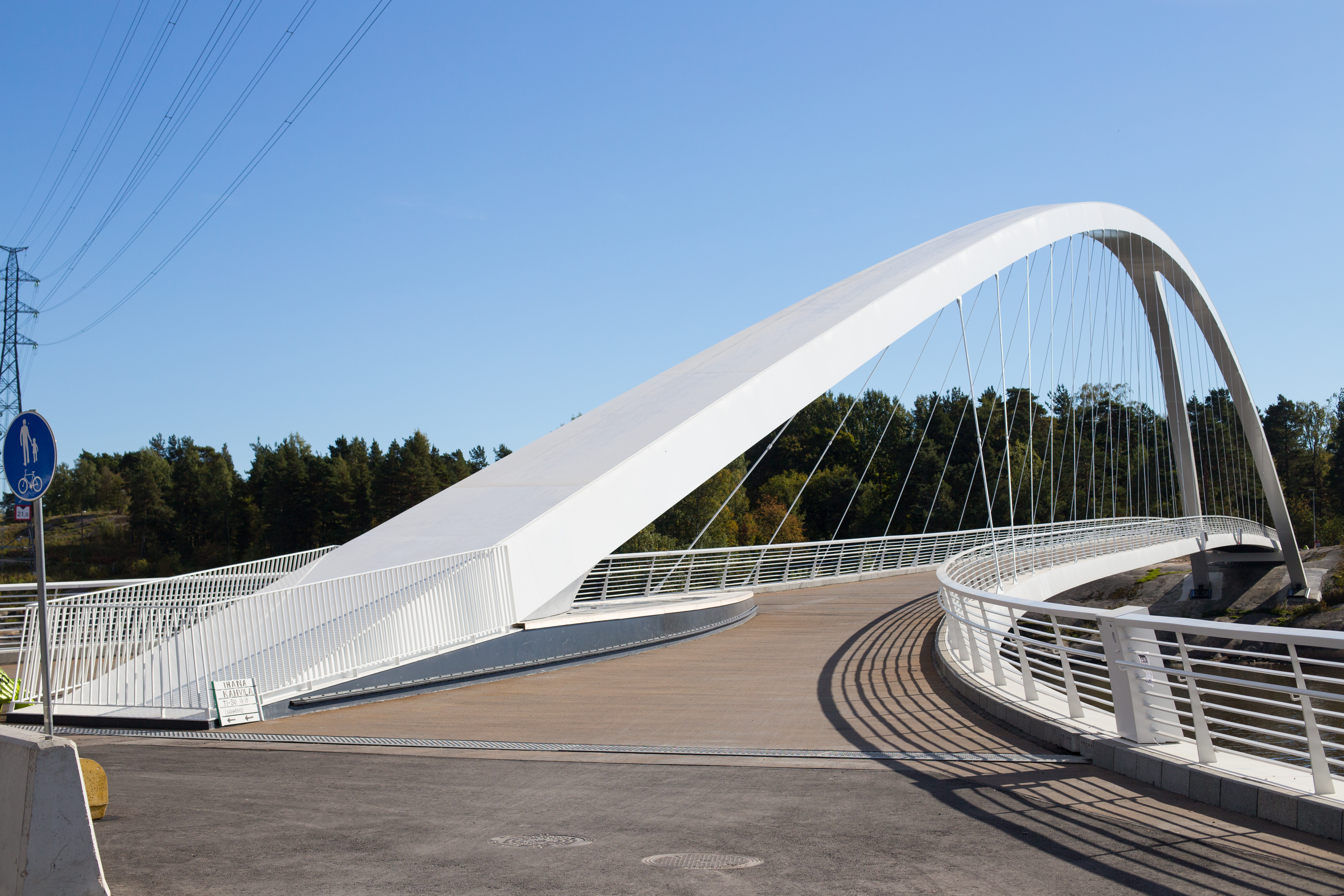
Le pont du grand-père.
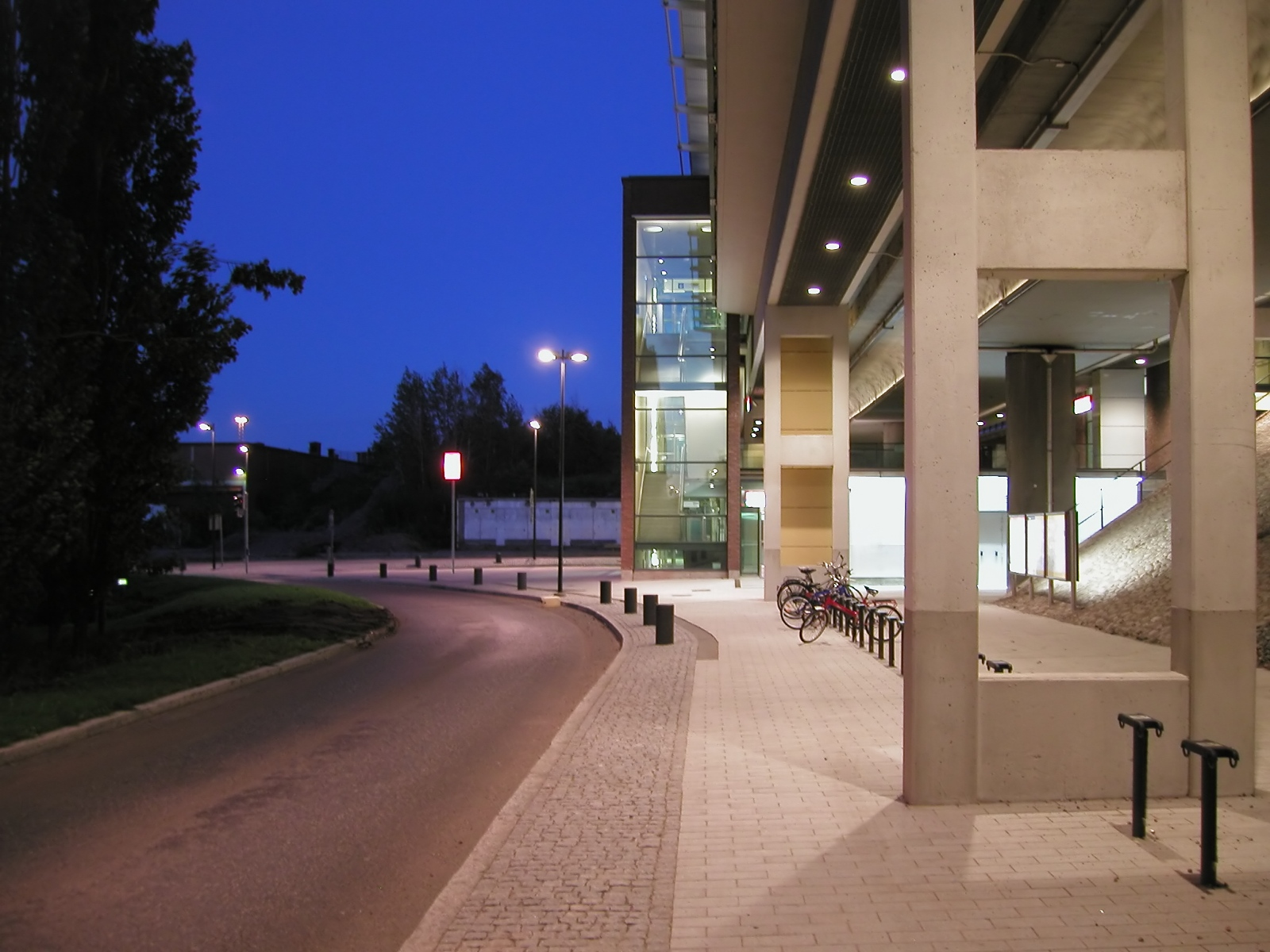
Station de Kalasatama
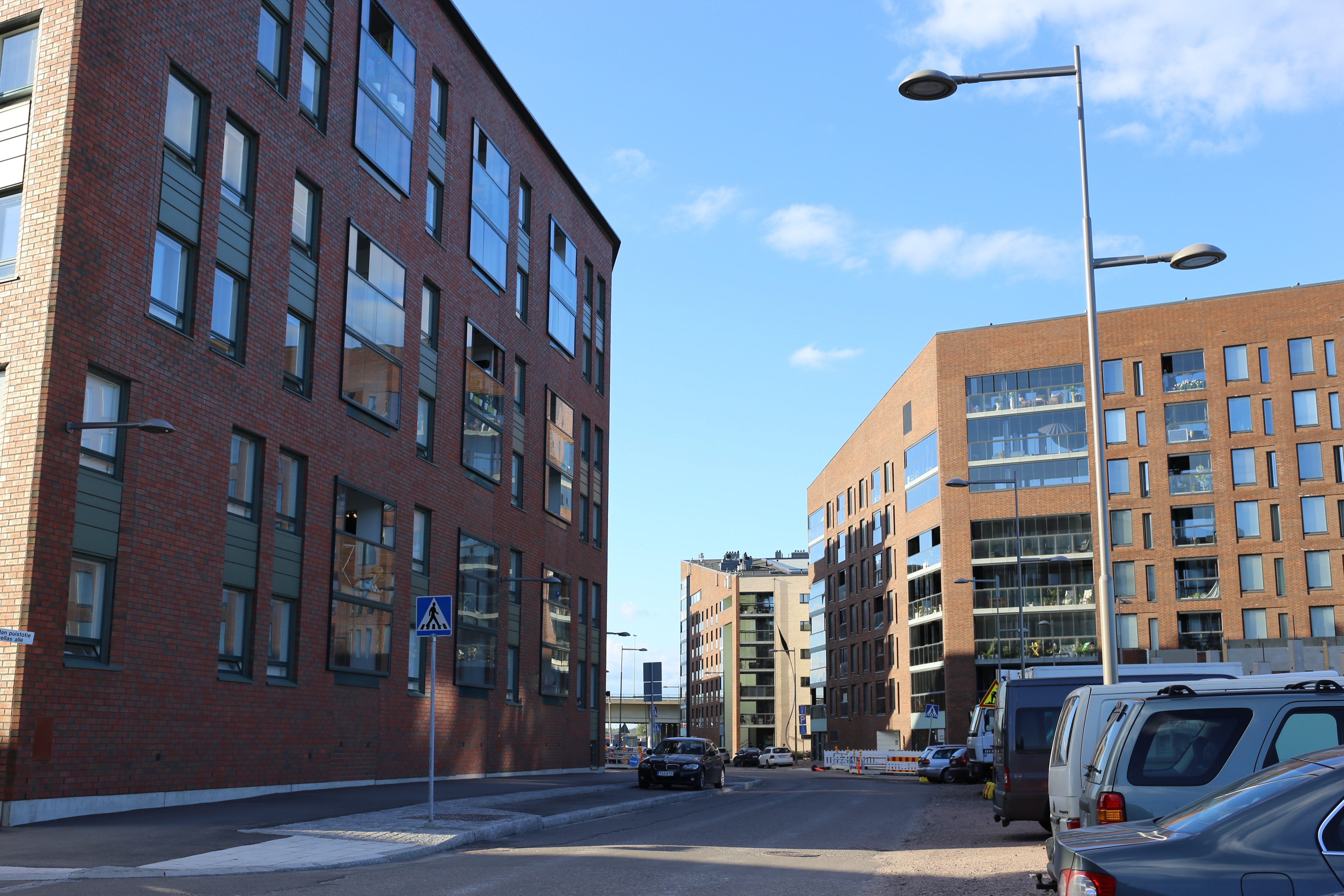
Rue de Kalasatama
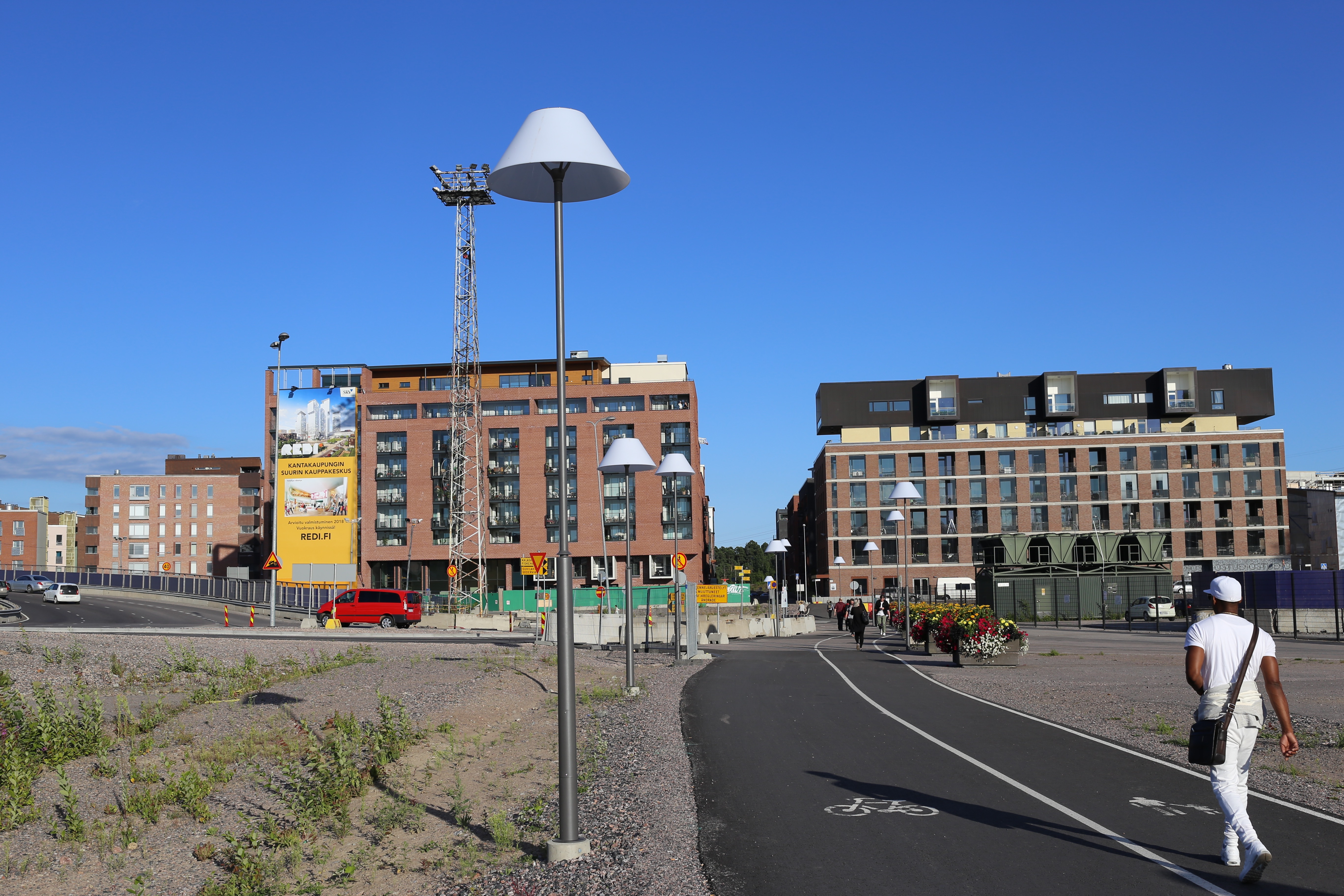
Kalasatama en 2015.